# نولز (ویسکانسین)
نولز (به انگلیسی: Knowles) یک منطقهٔ مسکونی در ایالات متحده آمریکا است که در شهرستان دوج، ویسکانسین واقع شده‌است. نولز ۳۲۰٫۰۴ متر بالاتر از سطح دریا واقع شده‌است.